# Aichelepark
Der Aichelepark ist eine rund 1,5 Hektar große Parkanlage in der baden-württembergischen Stadt Lörrach. Der Park liegt südlich des Innenstadtbereichs an einem Verkehrsknotenpunkt der Stadt. Der 1870 angelegte Park mit teilweise exotischen Pflanzen gehörte ursprünglich der Fabrikantenfamilie Aichele, nachdem der Park bis heute benannt ist. Seit 1955 ist der Park und die Villa in städtischem Besitz und seit 1959 der Park allgemein zugänglich. Seit den 1970er Jahren finden in der auf dem Park befindlichen Villa Aichele Ausstellungen von Künstlern statt. Villa und Park sind zusammen als Baudenkmal eingestuft. Der Aichelepark ist einer von fünf Parks in Lörrach.

## Geschichte
Im Jahr 1861 wurde die „Villa Koechlin“ erbaut, die später als obere Villa Aichele bekannt wurde. Die zugehörigen Grundstücke sind 1859 und 1860 von Fabrikanten Nicolas Koechlin, Mitglieder der Koechlin-Familie, erworben worden. Die Villa erhielt zunächst die Adresse Basler Straße 16, später Nr. 51 bzw. Nr. 122. Der zweigeschossige Bau im neobarocken Stil weist einen repräsentativen Treppenaufgang nach Norden zur Lörracher Innenstadt auf. Die untere Villa Aichele im Süden des Parks wurde 1860 von Albert Aichele, dem Direktor der KBC errichtet. Die „obere“ Villa gilt als eigentliche Villa Aichele, obwohl diese erst seit 1901 durch den Kauf von Marie Aichele in den Besitz der Familie Aichele überging. Mit diesem Erwerb wurden auch beide Gärten zu einem Park zusammengelegt.
Während des Zweiten Weltkriegs richtete ab 1939 die Gestapo ihren Sitz auf dem Gelände der Villa Aichele ein. Ein Gedenkstein im Park erinnert an die Opfer der Gewaltherrschaft. Zu den prominentesten Opfern zählt der Radsportler Albert Richter.
Nach Ende des Zweiten Weltkriegs zog im April 1945 die französische Militärregierung 1945 in die obere Villa Aichele ein, die 1955 wieder in den Besitz der Stadt Lörrach über ging. Der Aichele Park steht seit 1959 der Öffentlichkeit zur Verfügung stehen. Nach gründlicher Renovierung, der den alten Stil bewahren sollte, und vorübergehender vielseitiger Verwendung wurde die Villa Aichele im April 1973 als Empfangsgebäude der Stadt für offizielle Anlässe und bis 2004 als Ausstellungsraum der Öffentlichkeit übergeben. In den Folgejahren wurde das Obergeschoss an eine Privatperson vermietet und die unteren Räume an ein Architekturbüro.
Im Jahr 2008 stellte der Lörracher Gemeinderat den Park unter besonderem Schutz. Ziel war es, den Park und seine Gebäude in der ursprünglichen Form zu erhalten. Ein neuer Bebauungsplan, der ausdrücklich auch die Regeln des Denkmalschutzes berücksichtigt, war nötig geworden weil der Park von teilweise fast 100 Jahre alten Bauvorschriften tangiert war, die keinen verlässlichen Schutz bieten konnten.

## Beschreibung
Der Aichelepark befindet sich rund 250 südlich vom Alten Markt, dem zentralen Platz der Lörracher Innenstadt, entfernt. Der Park liegt auf einer Höhe von 295 m ü. NN und ist vollständig ebenerdig. Der Park zeichnet sich durch einen bemerkenswerten Baumbestand aus. Neben einer 200 Jahre alten und 25 Meter hohen Blutbuche mit einem Stammumfang von 4,20 Meter gibt es rund 90 Jahre alte Sommer- und Winterlinden, die rund 20 Meter hoch sind und einen Umfang von 2,20 Meter aufweisen. Die ältesten Bäume sind rund 250 Jahre alte Eichen, die 28 und 30 Meter hoch sind und Stammumfänge von 3,50 Meter und 5,00 Meter haben.
Begrenzt wird der Park im Norden von der Baumgartnerstraße, im Westen von der Basler Straße, im Osten von der Wiesentalbahn, die in diesem Abschnitt parallel zur Brühlstraße verläuft. Die südliche Begrenzung des Parks bildet bebautes Wohngebiet. Die zentrale Lage ist verkehrstechnisch gut erschlossen. Die Verzweigung neben dem Park der Basler Straße mit der Baumgartner und Weinbrennerstraße bildet eine stark frequentierte Straßenkreuzung, auch Aichele-Knoten genannt. Nach Norden führt die Basler Straße als Fußgängerzone direkt in Lörrachs Innenstadtkern. Westlich vom Aichele Park befindet sich der Meeraner Platz, an dem sich eine Aluminium-Skulptur von Beatrix Sassen befindet. Diese Skulptur ist Teil des Lörracher Skulpturenwegs, der auch unmittelbar am Aichele Park vorbei führt. Am Ostrand des Parks hat die Wiesentalbahn den Haltepunkt Lörrach Museum/Burghof. Der westliche Bahnsteig dazu hat einen unmittelbaren Zugang zum Aichele Park.
Die beiden Hauptzugänge zum Aichele Park erfolgen im Norden über die Baumgartner Straße oder im Nordwesten über die Straßenkreuzung. Ausgehend von diesem beiden Zugängen verläuft ein Zufahrtsweg U-förmig bis zur Villa Aichele. Zwei Nebenzugänge ergänzen im Westen über die Basler Straße und im Osten am Haltepunkt der Wiesentalbahn den Zugang in den Park. Das rund 550 Meter lange Wegenetz ist vergleichsweise übersichtlich und führt in weitläufigen Wegen vorwiegend am Rand entlang, so dass die Villa Aichele im Nordteil und die untere Villa zentral und alleine stehen.